# Mencshely
Mencshely is een plaats (község) en gemeente in het Hongaarse comitaat Veszprém. Mencshely telt 272 inwoners (2001).